# Granat AN-M8
AN-M8 – amerykański granat dymny. Granat wytwarza gęsty biały dym utrzymujący się w powietrzu przez 105-150 s.
Korpus granatu wykonany jest ze stali, a stosowaną w nim substancją dymotwórczą jest heksachloroetan.